# Osborneův efekt

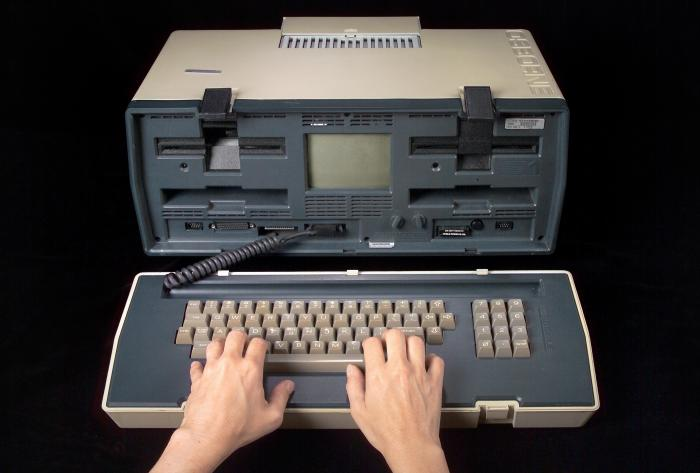
Počítač Osborne 1

Osborneův efekt je sebezničující předpověď, kdy výrobce určitého zboží nebo poskytovatel služeb učiní prohlášení o spuštění svého nového produktu nebo služby, přičemž prohlášení mu způsobí škody.
Osborneovým efektem může být příliš předčasné oznámení – slib, který vzhledem k vyvstalým okolnostem nebude moci společnost splnit – spojený s absencí zpětné kompatibility či strategií „přechodného období“ k tomuto novému produktu/službě. (Typickou škodou pak je ztráta v prodejnosti stávajících produktů/služeb.)
Většinou se ale takto neoznačují případy odsunutí termínu vydání kvůli problémům ve fázi řízení jakosti nebo když společnost nezvládá pro velký zájem uspokojovat poptávku.
Osborneův efekt je druhem tzv. sebezničující předpovědi (opak sebenaplňující předpovědi), kdy sama předpověď (a reakce na ni) se stává hlavní překážkou k uskutečnění toho, co předpovídá.
Termín nese jméno Adama Osbornea, výkonného ředitele Osborne Computer Corporation, který na začátku roku 1983 vystoupil s prohlášením o modelech počítačů nové generace, která jeho firma zamýšlela vyrobit, přestože v té době koncepce výroby těchto modelů u Osborne Computer Corporation ani nezačala. Osborne zdůraznil, že tyto nové počítače výkonnostně předčí tehdejší konkurenci. Jeho zákazníci a odběratelé se rozhodli nekupovat jeho stávající modely a počkat si na ty avizované. Trvalo však více než rok, než je společnost dokázala dodat, a toto prodlení jí způsobilo tak bolestné ztráty, že v roce 1985 musela ohlásit úpadek.